# Nyctibora glabra
Nyctibora glabra es una especie de cucaracha del género Nyctibora, familia Ectobiidae. Fue descrita científicamente por Giglio-Tos en 1897.
Habita en Brasil, Ecuador, Bolivia y Argentina.